# 탈리스

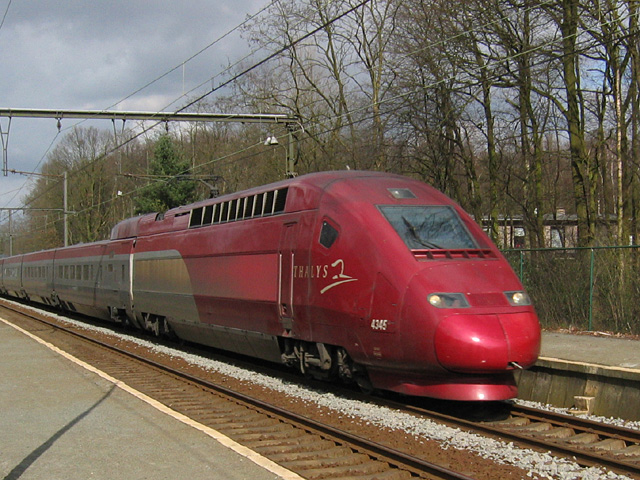
탈리스-PBKA

탈리스 (Thalys)는 프랑스, 네덜란드, 벨기에, 독일을 연결하는 국제 고속철도로 1996년 6월 2일에 처음 운행하기 시작했다. 파리와 브뤼셀 구간은 유로스타와 고속선을 공유하고 있으며 현재 암스테르담까지 고속신선을 건설 중이다. 지분의 62%는 SNCF가, 28%는 벨기에 국철이, 나머지 10%는 도이체 반이 소유하고 있다.

## 노선
브뤼셀 이외에 탈리스가 연결하는 주요 도시는 안트베르펜, 로테르담, 암스테르담, 리에주, 브루게, 겐트, 샤를루아, 아헨, 그리고 쾰른이다. 현재 경부고속철도 1단계와 비슷하게 모든 노선이 고속선에서 운행되는 것은 아니고 부분적으로 재래식 노선에서 운행되고 있다. 2009년 9월 7일부터 네덜란드 구간의 고속선이 완공되어 2009년 12월 13일부터 스키폴 - 로테르담 구간은 160km/h, 로테르담 - 안트베르펜 구간은 300km/h의 속도로 운행할 예정이며, 2010년 6월까지 모든 구간에서 300km/h로 운행할 수 있도록 공사가 진행 중이다.
- 파리 - 브뤼셀 - 리에주 - 아헨 - 쾰른
- 파리 - 브뤼셀 - 안트베르펜 - 로테르담 - 스키폴 공항 - 암스테르담

여름과 겨울에는 각각 부르-생모리스와 마르세유로 특별열차가 매주 운행한다.

## 차량
- 탈리스 PBA
- 탈리스 PBKA

## 같이 보기
- 고속철도
- 세계의 고속철도